# Каунасский технологический университет
Ка́унасский технологи́ческий университе́т (лит. Kauno technologijos universitetas, в 1951—1990 годах — Каунасский политехнический институт, лит. Kauno politechnikos institutas, в 1974—1989 годах носил имя Антанаса Снечкуса) — технический университет в Каунасе, Литва, один из крупнейших технических университетов в странах Прибалтики.

## История

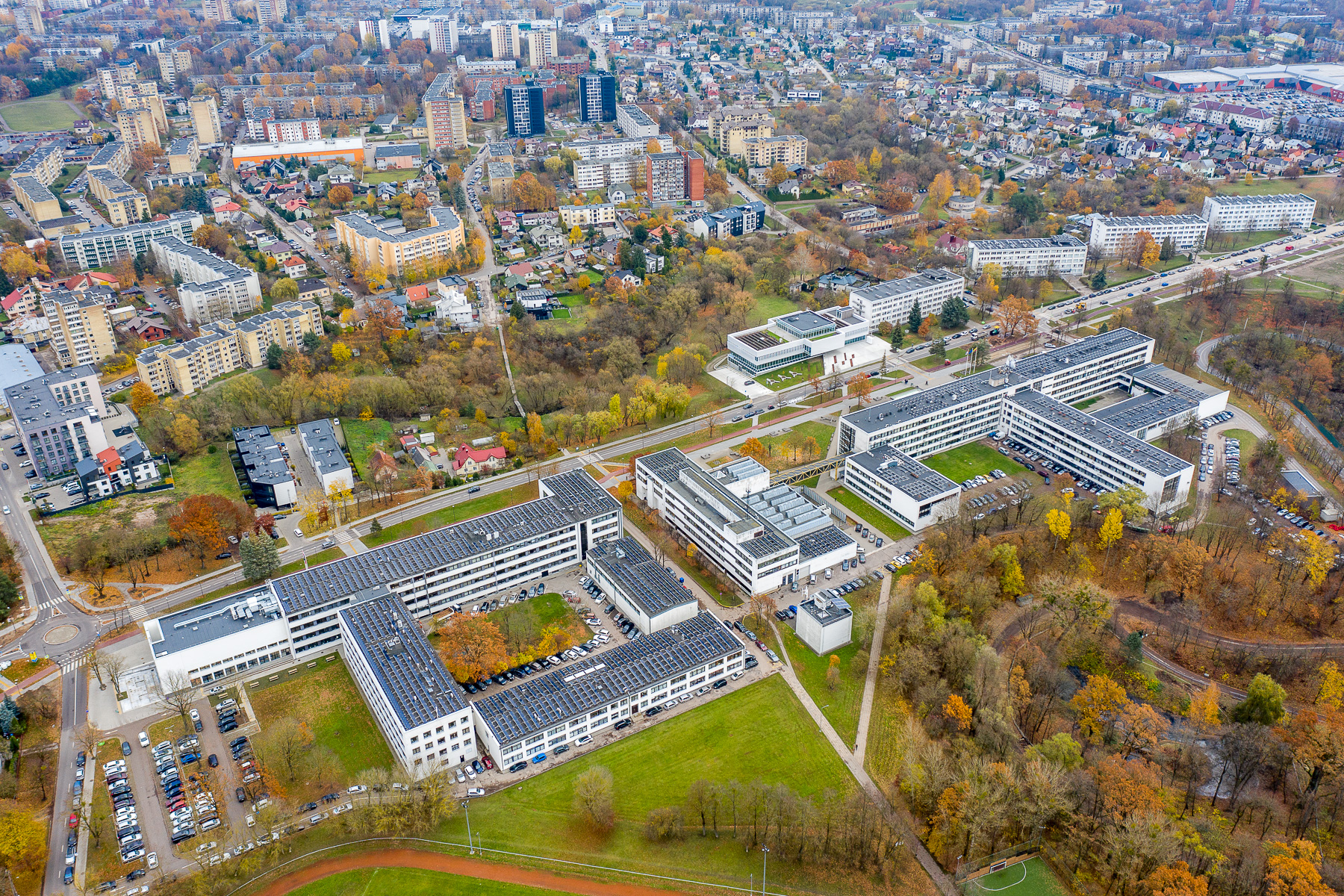
Вид с воздуха на кампус КТУ

Каунасский технологический университет отсчитывает свою историю с 1922 года, когда в столичном Каунасе был основан Литовский университет, в 1930 году переименованный в университет Витовта Великого, в котором имелись факультеты теологии, гуманитарных наук, права, математических и естественных наук, медицины, техники. 
Зимой 1940 года в Вильнюс переводятся факультеты гуманитарных наук и права, летом того же года — математических и естественных наук. С 1944 года в Каунасском университете, как он называется с 1940 года, действуют историко-филологический, медицинский, строительный и технологический факультеты. В 1949 году первый из них был закрыт, а с 31 октября 1950 года второй был преобразован в Каунасский медицинский институт, а два последних — в Каунасский политехнический институт, начавший работу в 1951 году. 
В октябре 1990 года Верховный совет Литвы постановил преобразовать Каунасский политехнический институт в Каунасский технологический университет.

## Структура

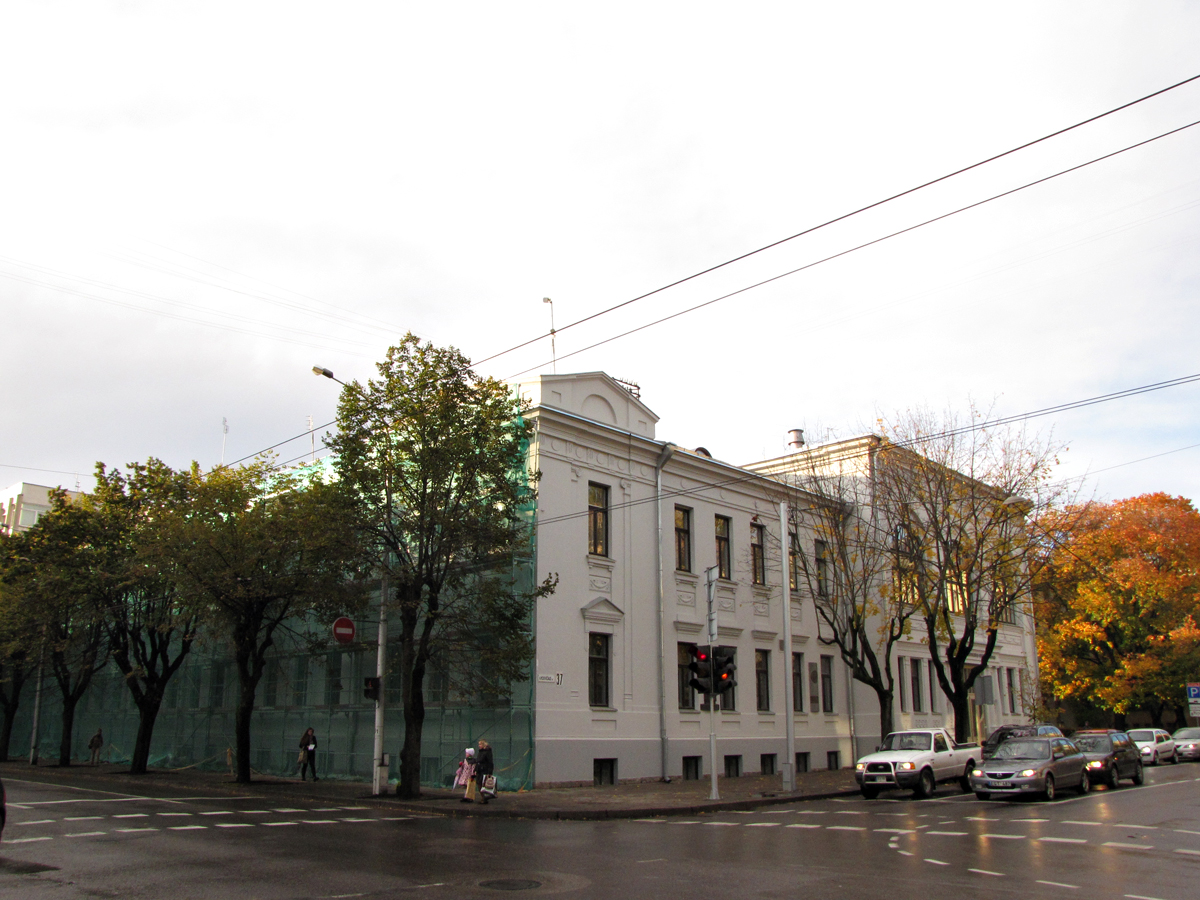
Старейший корпус университета

В состав университета входит 9 факультетов, один филиал на правах факультета, 5 центров и 8 институтов.

### Факультеты
- Факультет химических технологий
- Факультет механической инженерии и дизайна
- Факультет экономики и бизнеса
- Факультет электричества и электроники
- Факультет математики и естественных наук
- Факультет социальных, гуманитарных наук и искусств
- Факультет информатики
- Паневежский факультет технологий и бизнеса
- Факультет строительства и архитектуры